# 遠山明子
遠山 明子（とおやま あきこ、1956年2月20日- ）は、日本のドイツ文学翻訳家。

## 人物・来歴
神奈川県生まれ。上智大学大学院でドイツ文学を専攻。青山学院大学非常勤講師。大学でドイツ語、ドイツ文化を教えながら、ドイツ語圏の児童文学の翻訳紹介をしている。

## 翻訳
- 『空とぶブタ ゴットフリート』（ヴァルトルン・ベーンケ、ユタ・バウアー絵、福武書店） 1987.5
- 『おばあちゃんとあたし』（アヒム=ブレーガー、伊達正則絵、講談社） 1988.4
- 『みなしごギツネ』（イリーナ・コルシュノフ、ラインハルト・ミヒル絵、福武書店） 1988.5
- 『なしの木の精スカーレル』（ルイーゼ・リンザー、福武書店） 1989.7
- 『夢をみるアンネ』（レナーテ=ヴェルシュ、津尾美智子絵、講談社） 1989.9
- 『女の子はサンタクロースになれないの?』（エルフィー・ドネリ、津尾美智子絵、国土社） 1990.10
- 『パパは専業主夫』（キルステン・ボイエ、平野恵理子絵、佑学社） 1990.12、のち童話館出版 1996
- 『魔法のなべと魔法のたま』（バルバラ・バルトス=ヘップナーぶん、ドゥシャン・カーライえ、ほるぷ出版） 1990.5
- 『お月さまはハンバーガー』（アヒム=ブレーガー、ながしまよういち絵、講談社） 1990.7
- 『わたしもお母さんがほしい!』（ディミーター=インキオフ、牧野鈴子絵、偕成社） 1991.10
- 『うら庭の水の精』（グードルン・パウゼバンク、インゲ・シュタイネッケ絵、福武書店） 1991.2
- 『魔法のひまわり』（エヴェリーン・ハースラー、スーザン・オーペル絵、ほるぷ出版、くれよん文庫） 1992.9
- 『黒ネコ、ミコシュのぼうけん』（ユリィー・ブレジャン、クヴィエタ・パツォウスカー絵、ほるぷ出版、くれよん文庫） 1993.5
- 『サンタクロース失踪事件』（クニスター、ラルフ・ブチュコフ絵、講談社青い鳥文庫） 1994.11
- 『おじいちゃんは荷車にのって』（グードルン・パウゼバンク、インゲ・シュタイネケ絵、徳間書店） 1995.5
- 『モリーはどこ?』（ウーリ・ヴァース、ほるぷ出版） 1996.12
- 『ロレッタとちいさなようせい』（ゲルダ=マリー・シャイドル、クリスタ・ウンツナー=フィッシャー絵、ほるぷ出版） 1997.1
- 『愛の一家 あるドイツの冬物語』（アグネス・ザッパー、マルタ・ヴェルシュ画、福音館文庫） 2012.1
- 『霧の王』（ズザンネ・ゲルドム、東京創元社） 2012.12
- 『獣の記憶』（ニーナ・ブラジョーン、創元推理文庫 2015.10
- 『セーヌ川の書店主』（ニーナ・ゲオルゲ、集英社） 2018.7
- 『アルプスの少女ハイジ』（ヨハンナ・シュピリ、光文社古典新訳文庫） 2021.6
- 『ドイツロマン派怪奇幻想傑作集』（Ｅ・Ｔ・Ａ・ホフマン／ルートヴィヒ・ティーク他、創元推理文庫）、2024.9

### ベッティーナ・アンゾルゲ
- 『冬のオーレ』（ベッティーナ・アンゾルゲ、福武書店） 1983.10
- 『オッコーと魔法のカモメ』（ベッティーナ・アンゾルゲ、福武書店） 1984.5
- 『お月さまをのんだこぐまのプンメル』（ベッティーナ・アンゾルゲ、福武書店） 1985.1
- 『ゆきの子シュメ クリスマスのものがたり』（ベッティーナ・アンゾルゲ、福武書店） 1985.10
- 『風の子リーニ』（ベッティーナ・アンゾルゲ、福武書店） 1985.9
- 『空をとんだマルビンヒェン』（ベッティーナ・アンゾルゲ、福武書店） 1986.5

### グリム童話
- 『赤ずきん 完訳グリムどうわ』（イブ・タルレ画、偕成社） 1986.12
- 『しらゆき姫 完訳グリムどうわ』（シャンタル・ミュラー=ヴァン=デン=ベルジェ絵、偕成社） 1988.3
- 『こびとのくつやさん グリム童話』（エヴ・タルレえ、ほるぷ出版） 1990.6

### 「ピッツァと子ゾウのオスカー物語」
- 『アフリカへいこうよ』（アヒム=ブレーガー、ギーセラ・カロウ絵、ほるぷ出版、ピッツァと子ゾウのオスカー物語） 1991.4
- 『絵のなかのぼうけん』（アヒム=ブレーガー、ギーセラ・カロウ絵、ほるぷ出版、ピッツァと子ゾウのオスカー物語） 1991.6
- 『オスカー、学校へいく』（アヒム=ブレーガー、ギーセラ・カロウ絵、ほるぷ出版、ピッツァと子ゾウのオスカー物語） 1991.8

### カイ・マイヤー
- 「鏡のなかの迷宮」（カイ・マイヤー、佐竹美保絵、あすなろ書房）

1. 『水の女王』 2003
2. 『光る石』 2003.12
3. 『ガラスの言葉』 2004.6

- 「海賊ジョリーの冒険」（カイ・マイヤー、あすなろ書房）

1. 『死霊の売人』 2005.12
2. 『海上都市エレニウム』 2006.8
3. 『深海の支配者』 2007.7

- 『氷の心臓』（カイ・マイヤー、あすなろ書房） 2008.11
- 「天空の少年ニコロ」（カイ・マイヤー、あすなろ書房）

1. 『消えた龍王の謎』 2010.2
2. 『呪われた月姫』 2011.7
3. 『龍とダイヤモンド』 2012.3

- 「嵐の王」（カイ・マイヤー、酒寄進一共訳、創元推理文庫）

1. 『魔人の地』 2015.12
2. 『第三の願い』 2016.4
3. 『伝説の都』 2016.7

### 「ファンタージエン」
- 『ファンタージエン 愚者の王』（ターニャ・キンケル、ソフトバンククリエイティブ） 2006.3
- 『ファンタージエン 言の葉の君』（ペーター・デンプフ、ソフトバンククリエイティブ） 2007.10
- 『ファンタージエン 反逆の天使』（ヴォルフラム・フライシュハウアー、ソフトバンククリエイティブ） 2008.3

### ケルスティン・ギア
- 「時間旅行者の系譜」（ケルスティン・ギア、東京創元社）

1. 『紅玉(ルビー)は終わりにして始まり』 2013.2、のち文庫
2. 『青玉(サファイア)は光り輝く』 2013.5、のち文庫
3. 『比類なき翠玉(エメラルド) 』 2013.8、のち文庫

- 『夫に出会わないためのTo Doリスト』（ケルスティン・ギア、東京創元社） 2014.10
- 「夢の書」（ケルスティン・ギア、東京創元社）

1. 『緑の扉は夢の入口 第一の夢の書』 2018.4
2. 『黒の扉は秘密の印 第二の夢の書』 2018.7
3. 『黄色の扉は永遠(とわ)の階 第三の夢の書』 2018.10